# Joachim Leuschner
Joachim Leuschner (* 22. Juni 1922 in Berlin; † 12. April 1978 in Hannover) war ein deutscher Historiker.
Joachim Leuschner wurde als Sohn des Bankkaufmanns Alfred Leuschner in Berlin geboren. Seit Ostern 1932 besuchte er das Paulsen-Realgymnasium in Berlin-Steglitz, an dem er im März 1940 das Abitur ablegte. Er studierte ab 1940 vornehmlich Englische Philologie, Geschichte, Historische Hilfswissenschaften und Germanistik an der Friedrich-Wilhelms-Universität Berlin. Durch Wehr- und Kriegsdienst in Polen musste er sein Studium mehrere Jahre unterbrechen und arbeitete nebenher als Hilfslehrer an der Hindenburg-Oberrealschule in Posen. Von Herbst 1941 bis Kriegsende war er als Soldat in Russland, Frankreich und Norditalien eingesetzt. Im Jahr 1945 heiratete er. Aus der Ehe gingen zwei Söhne hervor. Im Mai 1946 konnte er sein Studium, ergänzt durch das Fach Lateinische Philologie, in Göttingen fortsetzen. Er besuchte auch Lehrveranstaltungen der juristischen Fakultät und war als wissenschaftliche Hilfskraft für Karl Gottfried Hugelmann tätig. In Göttingen wurde er schließlich 1951 mit der von Hermann Heimpel betreuten Dissertation Zur Idee der deutschen Geschichte im späteren Mittelalter zum Dr. phil. promoviert. Anschließend war er Stipendiat der Deutschen Forschungsgemeinschaft zur Herausgabe der historisch-politischen Schriften Dietrich von Nieheims.
Zeitweise war er privater Assistent des Rechtshistorikers Karl Gottfried Hugelmann. 1953 wurde er von der Historischen Kommission bei der Bayerischen Akademie der Wissenschaften mit der Bearbeitung der Jahrbücher König Sigmunds beauftragt. Aus den 1954 begonnenen Arbeiten entstand nach zwei Jahren der Aufsatz über die Wahl Sigmunds, wobei Leuschner einem bisher unbekannten Wahlbericht im Bayerischen Hauptstaatsarchiv aus pfälzischem Gesichtspunkt eine neue Deutung der „Wahlpolitik“ entnahm. Zusammen mit Katharina Colberg gab er die Historisch-Politischen Schriften des Dietrich von Nieheim neu heraus. Von 1963 bis 1969 lehrte er als Professor für Didaktik der Geschichte an der Göttinger Pädagogischen Hochschule. Zeitweise war er Rektor. Im Jahr 1969 erfolgte der Ruf als Professor für Mittelalterliche und Neuere Geschichte an die Technischen Universität Hannover, wo er mit Colberg ein Historisches Seminar aufbaute. Er starb unerwartet im Alter von 55 Jahren kurz vor dem Erscheinen der von ihm übernommenen, seit 1967 zusammen mit Colberg bearbeiteten Edition der Historisch-Politischen Schriften Teil 2 des Dietrich von Nieheim.
Leuschner war außerdem Herausgeber einer zehnbändigen Deutschen Geschichte, die zwischen 1973 und 1984 bei Vandenhoeck & Ruprecht erschien. Für dieses Projekt konnte er renommierte Historiker wie Rudolf Vierhaus, Karl Otmar Freiherr von Aretin, Reinhard Rürup und Hans-Ulrich Wehler als Autoren gewinnen.

## Schriften (Auswahl)
Monographien
- Zur Idee der deutschen Geschichte im späten Mittelalter. Göttingen 1951 (Göttingen, Univ., Diss., 1951).
- Geschichte in Vergangenheit und Gegenwart. Eine Einführung. Klett-Cotta, Stuttgart 1980, ISBN 3-12-915150-8.
- Deutschland im späten Mittelalter (= Kleine Vandenhoeck-Reihe. Band 1410). 2. durchgesehene und bibliographisch ergänzte Auflage, Göttingen 1983, ISBN 3-525-33492-3.

Herausgeberschaften
- Das Reich des Mittelalters (= Quellen- und Arbeitshefte zur Geschichte und Gemeinschaftskunde. Band 4207). 6. Auflage. Klett, Stuttgart 1964.
- Die Kirche des Mittelalters (= Quellen- und Arbeitshefte zur Geschichte und Gemeinschaftskunde. Band 4211). 3. Auflage. Klett, Stuttgart 1970.
- Zur Idee der deutschen Geschichte im späten Mittelalter. Dissertation Göttingen 1951.